# Юла (сервис объявлений)
«Юла» — российский сервис объявлений, принадлежащий VK. Сервис доступен через сайт и мобильные приложения.

## История
В середине 2015 года генеральный директор VK (ранее (Mail.ru Group) Борис Добродеев предложил Егору Абрамцу, работавшему над рекламной платформой «ВКонтакте», стать основателем нового сервиса объявлений и создать его с нуля. Концепция сервиса заключалась в прямом взаимодействии между пользователями.
В октябре 2015 года «Юла» запустилась в виде приложений для iOS и Android. Создатели сфокусировались на mobile-направлении, используя геолокацию на смартфонах для фильтрации объявлений по расстоянию, при этом размещение объявлений не требовало премодерации, а покупатели связывались с продавцами через мессенджер или телефон.
До 2017 года сервис позиционировался как полностью бесплатный. В августе 2017 года появилась платная услуга предпродажной подготовки квартиры, включающая 3D-фотосъёмку. В октябре 2017 года появилась функция «быстрой продажи» — за плату объявление можно было на неделю выделить визуально и получить больше просмотров. По состоянию на 2021 год размещение объявлений бесплатное, однако, в каждой категории есть лимит количества бесплатных публикаций в месяц.
В мае 2017 года на «Юле» появилась доставка товаров на базе сервиса Boxberry.
Тогда же во «ВКонтакте» появился чат-бот с персонализированными рекомендациями товаров с «Юлы». В июле 2017 года сервис был интегрирован в социальную сеть «Одноклассники» в виде раздела «Объявления».
В июле 2018 года продавцам, делающим скидки на свой товар, стала доступна функция «кэшбек» в виде бонусных баллов, которые можно потратить на оплату услуг сервиса.
В апреле 2019 года «Юла» провела первый с момента запуска ребрендинг. До этого логотип изображал юлу в виде разноцветной ленты, а после ребрендинга он стал ромбообразным волчком с градиентом.
В октябре 2019 года на сервисе появился вертикальный формат контента — «истории», который был предложен продавцам как инструмент для демонстрации товаров и услуг и получения дополнительной аудитории.
В декабре 2019 года сервис добавил функцию прогнозирования цены и срока продажи товара через распознавание по фото.
В июле 2020 года сервис запустил услугу «Магазины». Представители малого и среднего бизнеса получили возможность заводить свою брендированную страницу, каталогизировать товары, отправлять уведомления подписавшимся на магазин покупателям.

## Объявления ВКонтакте
В декабре 2020 года «ВКонтакте» совместно с «Юлой» запустили сервис «Объявления», в котором пользователи социальной сети могут одновременно на двух площадках размещать свои предложения о продаже товаров или услуг.
За полгода «Объявления» настроили более 50 тыс. сообществ, связанных с покупкой/продажей товаров, а ежемесячная аудитория сервиса достигла 10 млн человек.
В июне 2021 года пользователи получили возможность размещать объявления не только в сообществах, связанных с покупками, но и в тематических группах.

## Безопасность
В 2017 году для пресечения различных мошеннических схем сервис запустил функцию «Безопасная сделка». С данной функцией средства покупателей резервируются на специальном эскроу-счёте до подтверждения успешной сделки.
Все подозрительные ссылки во внутренних чатах сервис блокирует и отслеживает мошенников по ключевым словам. Сервис использует технологию искусственного интеллекта, которая, в том числе, может анализировать прикрепляемые файлы во внутренних чатах. Для повышения безопасности используется метод машинного обучения, основанный на изучении действий новых и постоянных пользователей.
В сентябре 2019 года в «Юле» появились P2P-аудиозвонки — пользователи смогли бесплатно звонить друг другу напрямую внутри приложения. В ноябре того же года к ним добавились видеозвонки для демонстрации товаров без встречи.
В январе 2020 года пользователям стал доступен сервис предотвращения нежелательных звонков. Сейчас пользователи могут скрыть свой номер, а также установить время, удобное им для общения по телефону или полностью отключить возможность звонка и разрешить общение только в чате.
В октябре 2020 года «Юла» запустила верификацию пользователей через единую учётную запись VK ID. 
В апреле 2021 года сервис запустил тестирование биометрической верификации пользователей с помощью видеоселфи.
Согласно отчету компании о безопасности, в первом квартале 2021 года сервис заблокировал более 1400 ресурсов, копирующих их сайт и страницу «Безопасной сделки». В начале апреля 2021 сервис начал блокировать пользователей, занимающихся ручным и автоматическим парсингом номеров, к концу месяца число жалоб по данной проблематике сократилось в 2,5 раза.

## Финансовые показатели и аудитория
В декабре 2017 года «Юла» отчиталась о выручке в 2 млн рублей в день. Впервые полную выручку сервис раскрыл в апреле 2019 года — тогда компания заявила, что за весь 2018 финансовый год выручка «Юлы» составила около 1 млрд рублей. В 2020 году выручка сервиса составила 3 млрд рублей. В 2021 году выручка составила 3,8 млрд рублей, а рентабельность по EBITDA составила -20 % (-59 % в 2020 году).
В июне 2016 года аудитория «Юлы» составляла 2,5 млн уникальных пользователей.
После раскрытия принадлежности к Mail.ru Group летом 2016 года на федеральном телевидении началась реклама «Юлы». К концу 2016 года аудитория выросла до 9,6 млн пользователей, в начале 2017 — до 16,6 млн. Средняя месячная аудитория сервиса в 2021 году составила 39 млн активных пользователей. В I квартале 2022 года этот показатель вырос на 27% до 42 млн. Рост числа пользователей связан в т.ч. с интеграцией с «Объявлениями» в Вконтакте.
Гендерно аудитория сервиса делится примерно поровну — 51 % женщин и 49 % мужчин.

## Приложения
Мобильное приложение сервиса «Юла» доступно на iOS и Android. В 2017 году «Юла» получила «Премию рунета» в номинации «Мобильное приложение».
В 2018 году Apple включила «Юлу» в список лучших бесплатных приложений на iPad в России.
В 2019 году «Юла» вошла в список «Топ-приложения года» в российском App Store.